# NGC 6090
NGC 6090 (również PGC 57437 lub UGC 10267) – zderzenie galaktyk spiralnych znajdujące się w gwiazdozbiorze Smoka. Obiekt ten odkrył Lewis A. Swift 24 czerwca 1887 roku.
Galaktyki te znajdują się w odległości około 400 milionów lat świetlnych od Ziemi i łączą się ze sobą. Centralne części galaktyk przenikają się wzajemnie i w rejonach tych dochodzi do powstawania nowych gwiazd. Jądra galaktyk są oddalone od siebie o około 10 tysięcy lat świetlnych. Od galaktyk odchodzą dwa „ogony pływowe” składające się z materii wyrwanej w wyniku oddziaływania grawitacyjnego między nimi.